# Daniel Telser
Daniel Telser (* 24. Januar 1970 in Balzers) ist ein ehemaliger liechtensteinischer Fussballspieler.

## Karriere

### Verein
In seiner Jugend spielte Telser für den FC Balzers, bei dem er 1988 in den Herrenbereich befördert wurde. Ein Jahr später schloss er sich auf Leihbasis dem Hauptstadtklub FC Vaduz an. Nach Leihende war er bis zu seinem Karriereende 1999 für den FC Balzers aktiv.

### Nationalmannschaft
Er gab sein Länderspieldebüt für die liechtensteinische Fussballnationalmannschaft am 26. Oktober 1993 beim 0:2 gegen Estland im Rahmen eines Freundschaftsspiels.